# Děkanát Vizovice
Děkanát Vizovice je územní část olomoucké arcidiecéze. Tvoří ho 13 farností. Děkanem je R. D. Mgr. Vladimír Mrázek. Místoděkanem je R. D. Mgr. Martin Mališka.
| Farnost                  | Farní kostel               | Správce                              | Web farnosti |
| ------------------------ | -------------------------- | ------------------------------------ | ------------ |
| Bratřejov                | sv. Cyrila a Metoděje      | excurrendo: Vizovice                 |              |
| Fryšták                  | sv. Mikuláše               | P. Josef Brtník, SDB                 |              |
| Hvozdná                  | Všech svatých              | excurrendo: Štípa                    |              |
| Jasenná u Vizovic        | sv. Máří Magdaleny         | excurrendo: Vizovice                 |              |
| Kašava                   | sv. Kateřiny               | excurrendo: Lukov                    |              |
| Lukov                    | sv. Josefa                 | R. D. Mgr. Karel Janíček             |              |
| Provodov                 | Panny Marie Sněžné         | excurrendo: Želechovice nad Dřevnicí |              |
| Slušovice                | Narození sv. Jana Křtitele | R. D. Pavel Hödl, Ph.D.              |              |
| Štípa                    | Narození Panny Marie       | R. D. Mgr. František Sedláček        |              |
| Trnava u Zlína           | Navštívení Panny Marie     | excurrendo: Slušovice                |              |
| Vizovice                 | sv. Vavřince               | R. D. Mgr. Vladimír Mrázek           |              |
| Všemina                  | sv. Jana Nepomuckého       | R. D. Ing. František Kuběna, SJ      |              |
| Želechovice nad Dřevnicí | sv. Petra a Pavla          | P. Mgr. Martin Mališka               |              |